# 奥尔德朗伊什
奥尔德朗伊什是葡萄牙波尔图区的一个堂区。总面积5.33平方公里，总人口2028人，人口密度380.5人/平方公里。